# セント・ピーター教区 (モントセラト)
セント・ピーター教区（英語: Saint Peter）は、イギリス領モントセラトの行政教区の一つ。モントセラトの臨時首都であるブレイズや新首都予定の一つであるリトル・ベイを管轄する。モントセラトの教区では唯一の有人教区でもある。
1990年代、島南部のスーフリエール・ヒルズが噴火し、セント・ジョージズ教区とセント・アンソニー教区は影響により無人化したが、島の北部に位置したセント・ピーター教区には甚大な影響はなかった為、モントセラト唯一の有人教区となった。
また、首都プリマスも火山の噴火によって壊滅したため、1998年に教区内のブレイズに首都機能を移した。現在はブレイズ及びリトル・ベイ周辺の地域を新首都とする計画が進められている。
人口は4,922人（2011年国勢調査）。噴火前の人口は4,411人（1946年）で、噴火の影響から増加している。
島内で使用できる唯一の空港であるジョン・A・オズボーン空港（2008年にジェラルズ空港から改名）が所在する。

モントセラトの地図